# Ulu Nuih
Ulu Nuih is een bestuurslaag in het regentschap Aceh Tengah van de provincie Atjeh, Indonesië. Ulu Nuih telt 504 inwoners (volkstelling 2010).